# Trennewurth
Trennewurth er en by og kommune i det nordlige Tyskland, beliggende i Amt Marne-Nordsee i den sydvestlige del af Kreis Dithmarschen. Kreis Dithmarschen ligger i den sydvestlige del af delstaten Slesvig-Holsten.

## Geografi
Trennewurth er en marskkommune i det sydlige Dithmarschen, beliggende omkring midtvejs mellem Marne og Meldorf. Bundesstraße 5 går gennem kommunen. Sydøst for byen ligger to småsøer der er opstået ved digebrud i middelalderen.
I kommunen ligger ud over Trennewurth, Trennewurtheraltendeich, Trennewurtherneuendeich og Trennewurtherkrooge.